# Казанова '70
Казанова '70 (на италиански: Casanova '70) е италианска комедия от 1965 година на режисьора Марио Моничели.

## В ролите
| Изпълнител           | Роля                    |
| -------------------- | ----------------------- |
| Марчело Мастрояни    | Майор Роси-Коломбети    |
| Вирна Лизи           | Джильола                |
| Мариза Мел           | Телма                   |
| Мишел Мерсие         | Ноеле                   |
| Енрико Мария Салерно | Психоаналитика          |
| Лиана Орфей          | Укротителката на лъвове |
| Гуидо Алберти        | Монсиньорът             |
| Беба Лончар          | Момиче в музея          |
| Мойра Орфей          | Сантина                 |
| Маргарет Ли          | Лоли                    |
| Розмари Декстър      | Камерирката             |

## Награди и номинации
- Номинация за Оскар за най-оригинален сценарий.
- Награда в кинофестивала в Сан Себастиан за режисура на Марио Моничели
- Награда в кинофестивала в Сан Себастиан за най-добър актьор на Марчело Мастрояни